# Alapy Henrik
Alapy Henrik, 1868-ig Halpera (Nyírbogdány, 1859. szeptember 23. – Budapest, 1945. március 31.) sebészorvos, egyetemi tanár.

## Élete
Alapi Leó orvos és Giselt Karolina (1831–1918) gyermekeként született. Középiskoláit Nyíregyházán és Ungváron végezte, majd a Budapesti Tudományegyetemen folytatta tanulmányait, ahol 1883-ban orvosdoktori oklevelet szerzett.
1883 és 1897 között a Pesti Izraelita Hitközség Szabolcs Utcai Kórházában és a budapesti I. számú Sebészeti Klinikán dolgozott tanársegédként. 1897 és 1911 között a Bródy Adél Gyermekkórház sebész főorvosa volt. 1898 novemberében a Budapesti Tudományegyetemen a húgyszervek sebészete című tárgykörből magántanárrá habilitálták. 1911-től ismét a Szabolcs Utcai Kórházban dolgozott, előbb mint főorvos, majd 1926-tól mint igazgató-főorvos. 1914-ben az urológiai sebészet címzetes rendkívüli egyetemi tanára lett. Két évvel később megválasztották az Országos Orvosszövetség alelnökévé. Az első világháború alatt katonai szolgálatot teljesített és a háború befejezése után mint II. osztályú főtörzsorvos szerelt le. 1927-ben megkapta az egészségügyi főtanácsosi kinevezést. 1936-ban nyugalomba vonult. Tagja volt az Izraelita Magyar Irodalmi Társulat igazgatóságának és a Lipótvárosi Kaszinó választmányának. Évtizedekig a Deutsche Gesellschaft für Chirurgie tagja volt és több előadást tartott berlini sebészkongresszusokon.
Tudományos kutatásai, cikkei, előadásai és dolgozatai, főleg az urológia és a rákos megbetegedések tárgyköréből kerültek ki, ezenkívül a sebészeti műtéttanról irt nagyszámú cikkei különböző hazai és külföldi orvosi és tudományos szaklapokban jelentek meg.
Felesége Fried Matild (1863–1937) volt, Fried Ármin és Pollák Karolina lánya, akit 1892. március 27-én a bécsi Stadttempelben vett nőül.
A Kozma utcai izraelita temetőben nyugszik (4-21-2).

## Díjai, elismerései
- Ferenc József-rend középkeresztje a katonai érdemkereszt szalagján (1916)